# Carlo Mazzone
Carlo Mazzone (* 19. März 1937 in Rom; † 19. August 2023 in Ascoli Piceno) war ein italienischer Fußballspieler und -trainer.

## Karriere als Fußballspieler
Carlo Mazzone spielte bei den Vereinen AS Rom, SPAL Ferrara und  Ascoli Calcio mehrere Jahre als Abwehrspieler in der Serie A und der Serie B. Bei Ascoli war er neun Jahre Spieler, wobei seine letzte Saison 1968/69 auch seine erste als Trainer war. 

## Karriere als Fußballtrainer
Die Bianconeri von Ascoli Calcio (1968–1975, 1980–1985), betreute er zwölf Jahre in den Spielklassen Serie A, Serie B und Serie C. Danach war er als Trainer drei Jahre beim AC Florenz (1975–1978), zwei Jahre bei US Catanzaro (1978–1980), vier bei US Lecce (1986–1990), drei bei Cagliari Calcio (1991–1993), drei bei seiner Lieblingsmannschaft AS Rom (1993–1996), eine Spielzeit bei der SSC Neapel (1997–1998), eine bei Pescara Calcio (1990–1991), und eine bei Perugia Calcio (1999–2000). In seiner Trainerkarriere betreute er auch den FC Bologna (1998–1999, 2003–2005), und Brescia Calcio (2000–2003).
Am 7. Februar 2006 wurde er Nachfolger des, nach Auseinandersetzungen mit dem Präsidenten des Clubs, Franco Spinneli, entlassenen Roberto Donadoni bei der AS Livorno. Unter Mazzones Führung erreichte der Provinzclub nur sechs Punkte in neun Spielen und stürzte von einem sicheren UEFA-Pokal-Platz in das Mittelfeld der Serie A ab.
Carlo Mazzone starb im August 2023 im Alter von 86 Jahren. Er liegt auf dem Civico Cimitero di Borgo Solestà in  Ascoli Piceno begraben.